# Asman Ridge
Asman Ridge ist ein 10 km langer Gebirgszug im westantarktischen Marie-Byrd-Land. Er ragt in den Ford Ranges unmittelbar nördlich des Gebirgskamms Bailey Ridge an der Südflanke des Arthur-Gletschers auf.
Entdeckt wurde er 1934 bei Überflügen während der zweiten Antarktisexpedition (1933–1934) des US-amerikanischen Polarforschers Richard Evelyn Byrd. Teilnehmer der United States Antarctic Service Expedition (1939–1941) benannten ihn nach Adam Asman (1907–1971), Mitglied der Mannschaft auf der Westbasis bei dieser Forschungsreise.